# 1971年の自転車競技
1971年の自転車競技についてまとめる。

## 主なできごと
- 特別競輪開催地問題が難航を極め、日本選手権競輪は1971年度末にあたる1972年3月の開催にずれこみ、オールスター競輪の開催は2年連続で見送りとなったことから、当年の特別競輪開催は、開催場が固定されている、高松宮賜杯競輪と競輪祭の2大会のみとなった。
- ツール・ド・フランス第14ステージ、視界が悪い雨中でのレースとなったアルプス山脈にあるマンテ峠付近において、マイヨ・ジョーヌのルイス・オカーニャが、前方を走行するエディ・メルクスのスリップに乗り上げ、崖下から転落。一命こそ取り留めたものの、瀕死の重傷を負ってリタイア。その後、マイヨ・ジョーヌはメルクスに移動し、メルクスは史上3人目となるツール・ド・フランス総合3連覇を達成した。
- 前年の世界選手権・プロロードレース優勝者、ジャン＝ピエール・モンセレが、グランプリ・ド・レティエのレース中、事故により死亡（3月15日）。
- エディ・メルクスがジロ・ディ・ロンバルディアで優勝し、リック・ファン・ローイに次いで史上2人目となる、モニュメントと称される5大クラシックレース完全制覇を達成。
- エリック・デ・フラミンク、シクロクロス世界選手権・プロ部門4連覇。
- ダニエル・モレロン、世界選手権・アマスプリント3連覇。

## 主な成績

### ロードレース
- ブエルタ・ア・エスパーニャ：4月29日〜5月16日
  - 総合優勝：フェルディナント・ブラック（ ベルギー、プジョー・BP） 73時間50分05秒
  - ポイント賞：シリル・ギマール（ フランス）
  - 山岳賞：ヨープ・ズートメルク（ オランダ）
- ジロ・デ・イタリア：5月20日〜6月10日
  - 総合優勝：イェスタ・ペーテルソン（ スウェーデン、フェッレッティ） 97時間24分03秒
  - ポイント賞：マリーノ・バッソ（ イタリア）
  - 山岳賞：ホセ・マヌエル・フエンテ（ スペイン）
- ツール・ド・フランス：6月26日〜7月18日
  - 総合優勝：エディ・メルクス（ ベルギー、モルテニ） 96時間45分14秒
  - ポイント賞：エディ・メルクス（ ベルギー）
  - ポイント賞：ルシアン・ファン・インプ（ ベルギー）
- 世界選手権・プロロードレース：9月6日、 スイス・メンドリジオ
  - 優勝：エディ・メルクス（ ベルギー） 6時間39分06秒
- ミラノ〜サンレモ：3月19日
  - 優勝：エディ・メルクス（ ベルギー）
- ロンド・ファン・フラーンデレン：4月4日
  - 優勝：エヴェルト・ドルマン（ オランダ）
- パリ〜ルーベ：4月18日
  - 優勝：ロジェ・ロジエル（ ベルギー）
- リエージュ〜バストーニュ〜リエージュ：4月25日
  - 優勝：エディ・メルクス（ ベルギー）
- ジロ・ディ・ロンバルディア：10月9日
  - 優勝：エディ・メルクス（ ベルギー）
- スーパープレスティージュ
  - 優勝：エディ・メルクス（ ベルギー）

### トラックレース

#### 競輪
- 高松宮賜杯競輪：決勝日・6月8日 大津びわこ競輪場
  - 優勝：稲村雅士（群馬）
- 競輪祭：競輪王戦決勝日・11月29日、新人王戦決勝日・11月23日 小倉競輪場
  - 全日本競輪王戦優勝：阿部道（宮城）
  - 全日本新人王戦優勝：山藤浩三（茨城）
- 賞金王：太田義夫（千葉）- 17,642,200円

### シクロクロス
- 世界選手権自転車競技大会： オランダ・アペルドールン
  - プロ優勝：エリック・デ・フラミンク（ ベルギー）

## 誕生
- 1月12日 - 海田和裕 ( 日本、競輪選手)
- 2月9日 - ジナイダ・スタルスカヤ ( ソビエト連邦→ ベラルーシ、女子ロードレース選手、✝2009年)
- 2月10日 - マーティ・ノースタイン ( アメリカ合衆国、トラックレース選手)
- 2月12日 - 飯島誠 ( 日本、ロードレース&トラックレース)
- 3月6日 - セルヴァイス・クナーヴェン ( オランダ、ロードレース選手)
- 3月31日 - 富永益生 ( 日本、競輪選手)
- 4月12日 - クリストフ・モロー ( フランス、ロードレース選手)
- 5月22日 - 加倉正義 ( 日本、競輪選手)
- 5月28日 - マヌエル・ベルトラン ( スペイン、ロードレース選手)
- 6月12日 - フェリシア・バランジェ ( フランス、女子トラックレース選手)
- 7月17日 - ニコ・マッタン ( ベルギー、ロードレース選手)
- 7月27日 - アレッサンドロ・ベルトリーニ ( イタリア、ロードレース選手)
- 8月9日 - ダビデ・レベリン ( イタリア、ロードレース選手)
- 9月17日 - イェンス・フォイクト ( 東ドイツ→ ドイツ、ロードレース選手)
- 9月18日 - ランス・アームストロング ( アメリカ合衆国、ロードレース選手)
- 10月14日 - フレデリック・ゲドン ( フランス、ロードレース選手)
- 10月23日 - クリス・ホーナー ( アメリカ合衆国、ロードレース選手) … 沖縄県生まれ
- 11月11日 - マリアーノ・ピッコリ ( イタリア、ロードレース選手)
- 11月18日 - ボビー・ジュリック ( アメリカ合衆国、ロードレース選手)
- 12月18日 - 稲村成浩 ( 日本、競輪選手)
- 12月27日 - ザビーネ・シュピッツ ( ドイツ、女子マウンテンバイク選手)
- 12月30日 - 栗村修 ( 日本、ロードレース選手)

## 死去
- 3月15日 - ジャンピエール・モンセレ ( ベルギー、ロードレース選手、*1948年)